# Alfabetització informacional
L'alfabetització informacional és l'obtenció de la capacitat per a una persona de saber quan i per què necessita informació, on trobar-la, i com avaluar-la, utilitzar-la i comunicar-la de manera ètica. Es considera un prerequisit per participar eficaçment a la Societat de la Informació i és part dels drets bàsics de la humanitat per a un aprenentatge vital. El Parlament Europeu i el Consell han fet també una recomanació sobre l'aprenentatge permanent i les competències clau, citant-la com a una. A Catalunya, és una de les vuit competències bàsiques que tot estudiant ha d'assolir en acabar l'Educació Secundària Obligatòria.

## Competències
El Chartered Institute of Library and Information Professionals, amb seu al Regne Unit, ha redactat una llista en la qual estableix que una persona informacionalment alfabetitzada té coneixements sobre:
- La necessitat d'informació
- Les fonts d'informació disponibles
- Com trobar la informació
- La necessitat d'avaluar els resultats
- Com treballar amb els resultats o treure'n profit
- L'ètica i responsabilitat en els usos
- Com comunicar i compartir troballes

### La necessitat d'informació
Una persona alfabetitzada informacionalment pot reconèixer una necessitat d'informació; entendre perquè la informació és necessària, quina informació es necessita (en quantitat i en qualitat), a més de les restriccions associades (de temps, formats, accés), reconèixer que la informació està disponible en una varietat de formats i en diverses localitzacions, tant geogràfiques com virtuals. També sap com articular una pregunta i desenvolupar un enfocament de recerca.

#### Les fonts d'informació disponibles
Una persona alfabetitzada informacionalment és conscient que les fonts poden presentar-se en formats molt diversos: en paper, audiovisuals, en línia, o, fins i tot, amb l'aparença d'un col·lega o amic.

#### Com trobar la informació
Una persona alfabetitzada informacionalment té la capacitat de cercar fonts apropiades de manera efectiva i identificar informació rellevant.

#### La necessitat d'avaluar els resultats
Una persona alfabetitzada informacionalment és capaç d'avaluar la informació en funció de la seva autenticitat, valor, exactitud, imparcialitat i vigència. També presenta la capacitat d'avaluar els mitjans d'obtenir els resultats per tal d'assegurar que l'enfocament no ha portat a resultats incomplets o enganyosos.

#### Com treballar els resultats o treure'n profit
Una persona alfabetitzada informacionalment pot analitzar i treballar amb la informació a fi de proporcionar resultats precisos i presentables, o desenvolupar nous coneixements o perspectives sobre la qüestió.

#### L'ètica i responsabilitat en els usos
Una persona alfabetitzada informacionalment sap que la informació s'hauria de fer servir d'una manera responsable, sensible a la diversitat cultural i amb ètica (professional, de negocis, i personal). Respecta la confidencialitat i acredita degudament la feina d'altri. Comprèn la naturalesa i els usos de la informació tendenciosa, per tal de denunciar-ho degudament i, en cas necessari, proporciona una alternativa imparcial a aquesta.

#### Com comunicar i compartir les troballes
Una persona alfabetitzada informacionalment té la capacitat de comunicar i compartir la informació d'una manera que sigui apropiada para la mateixa informació, el públic a qui va adreçada i la situació.

#### Com gestionar les troballes
Una persona alfabetitzada informacionalment sap com emmagatzemar i gestionar la informació que s'hagi adquirit fent servir els mètodes disponibles més efectius. També reflexiona amb esperit crític sobre el procés, els resultats i les fonts trobades per tal d'aprendre de l'experiència de trobar i fer servir la informació.

## Relació entre alfabetització informacional i Comportament Informacional
El concepte d'alfabetització informacional es relaciona amb el de comportament d'informació i la formació d'usuaris. S'entén com l'adopció d'un comportament adequat amb la finalitat d'obtenir a partir de qualsevol canal o mitjà, informació adaptada a les necessitats prèvies de l'usuari que la sol·licita. Mentre que el comportament informacional ens proporciona el suport teòric i una eina de diagnòstic, l'alfabetització desenvolupa les estratègies concretes de formació en l'ús d'aquesta informació.

## Societat del Coneixement, Globalització, Fractura digital i Alfabetització informacional
La societat postindustrial, societat del coneixement o societat xarxa és una nova estructura resultant de la interacció entre organització social, canvi social i el paradigma tecnològic constituït entorn de les tecnologies digitals de la informació i la comunicació o TICs.
Aquesta nova societat s'origina en la dècada dels 70 a causa de la concurrència de diverses processos polítics i econòmics, avanços tecnològics i en els transports, la globalització del capital, la flexibilitat en la producció i en el comerç. Aquests aspectes van donar pas al concepte de globalització. Un fenomen caracteritzat pel lliure comerç, la superació dels límits geogràfics per a les empreses i la lliure circulació de capitals entre països. Una revolució que afecta a tots els àmbits de l'activitat humana definint nous models socials.
La principal diferència entre aquestes noves classes socials està entre els qui tenen accés a les noves tecnologies (tecnorics) i els qui no tenen la possibilitat de connectar-se (tecnopobres), bé perquè manquen de les infraestructures necessàries o bé perquè no estan capacitats per utilitzar-les. Quedant així exclosos de la nova societat digital. Aquest concepte se li denomina escletxa o fractura digital i divideix aquells territoris i col·lectius que es veuen marginats per un dèficit tecnològic accentuat no solament entre diferents regions sinó a més entre idiomes predominants a la xarxa, zones productives de continguts i zones consumidores, i entre diferents nivells socials o col·lectius més desfavorits com les dones o les persones majors.
Davant aquesta problemàtica moltes institucions han donat prioritat a l'alfabetització tecnològica o digital, com una autèntica superació de la fractura digital que requereix una alfabetització informacional, car la comprensió i avaluació de la informació és una condició per a l'ús adequat i generalitzat en la societat de les eines tecnològiques que mediatizan l'accés i ús de la informació.